# Turbinoliidae
Turbinoliidae Milne Edwards & Haime, 1848 è una famiglia di madrepore della sottoclasse degli Esacoralli.

## Descrizione
La famiglia comprende madrepore solitarie di piccole dimensioni, raramente maggiori di 10 mm.

## Biologia
Le specie di questa famiglia sono azooxantellate, cioè prive di zooxantelle simbionti.

## Distribuzione e habitat
La famiglia è presente in tutti gli oceani; la maggiore biodiversità  si osserva nella regione Indo-Pacifica, in particolare nelle acque costiere di Australia, Nuova Zelanda e Indonesia. Vivono a profondità da 6 a 1137 m.

## Tassonomia
La famiglia comprende i seguenti generi:
- Alatotrochus Cairns, 1994
- Australocyathus Cairns & Parker, 1992
- Conocyathus d'Orbigny, 1849
- Cryptotrochus Cairns, 1988
- Cyathotrochus Bourne, 1905
- Deltocyathoides Yabe & Eguchi, 1932
- Dunocyathus Tenison-Woods, 1878
- Endocyathopora Cairns, 1989
- Foveolocyathus Cairns, 1997
- Holcotrochus Dennant, 1902
- Idiotrochus Wells, 1935
- Kionotrochus Dennant, 1906
- Lissotrochus Cairns, 2004
- Notocyathus Tenison-Woods, 1880
- Peponocyathus Gravier, 1915
- Platytrochus Milne Edwards & Haime, 1848
- Pleotrochus Cairns, 1997
- Pseudocyathoceras Cairns, 1991
- Sphenotrochus Milne Edwards & Haime, 1848
- Thrypticotrochus Cairns, 1989
- Trematotrochus Tenison-Woods, 1879
- Tropidocyathus Milne Edwards & Haime, 1848
- Turbinolia Lamarck, 1816

### Alcune specie

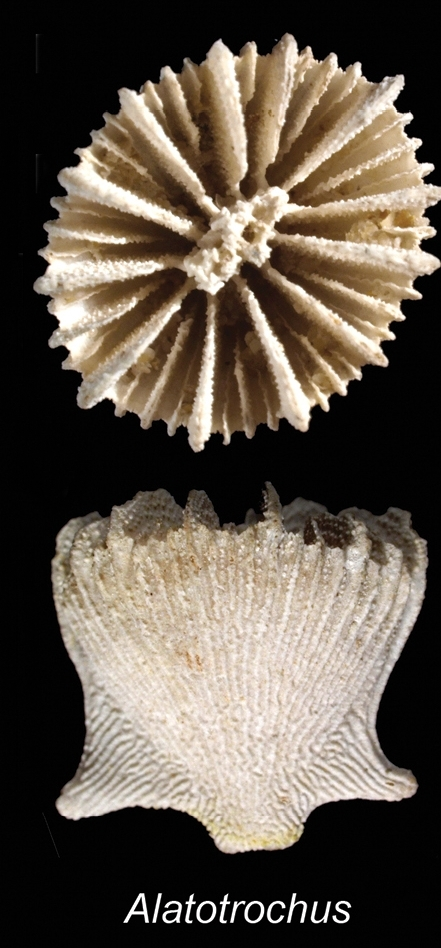
Alatotrochus rubescens
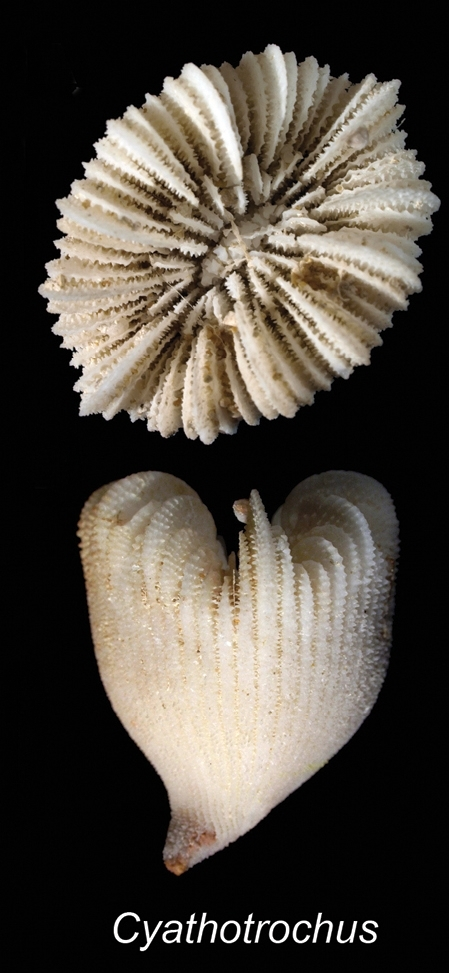
Cyathotrochus pileus
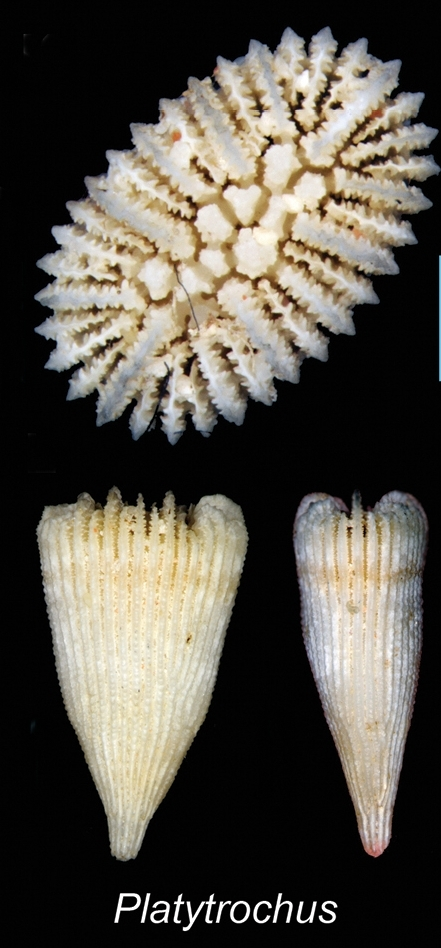
Platytrochus hastatus
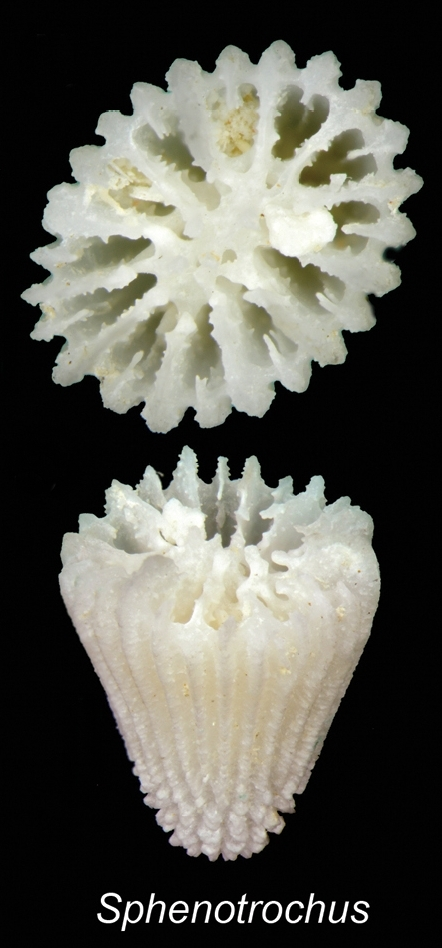
Sphenotrochus hancocki
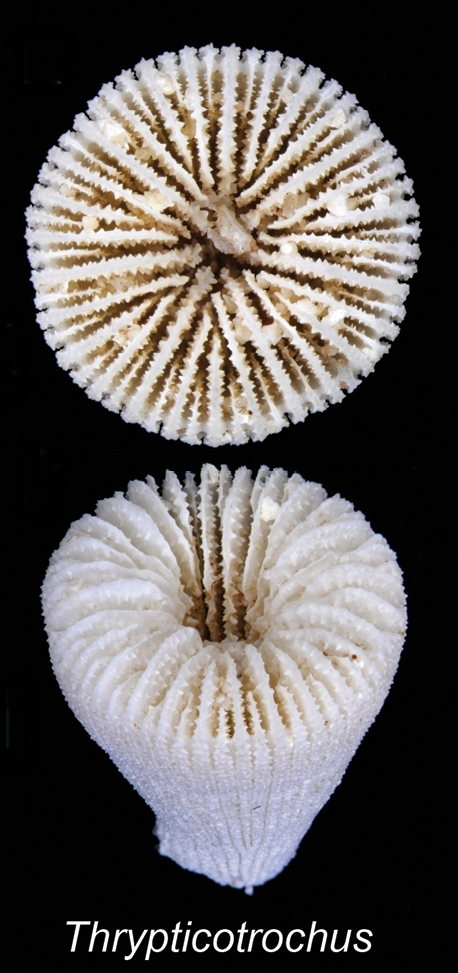
Thrypticotrochus petterdi
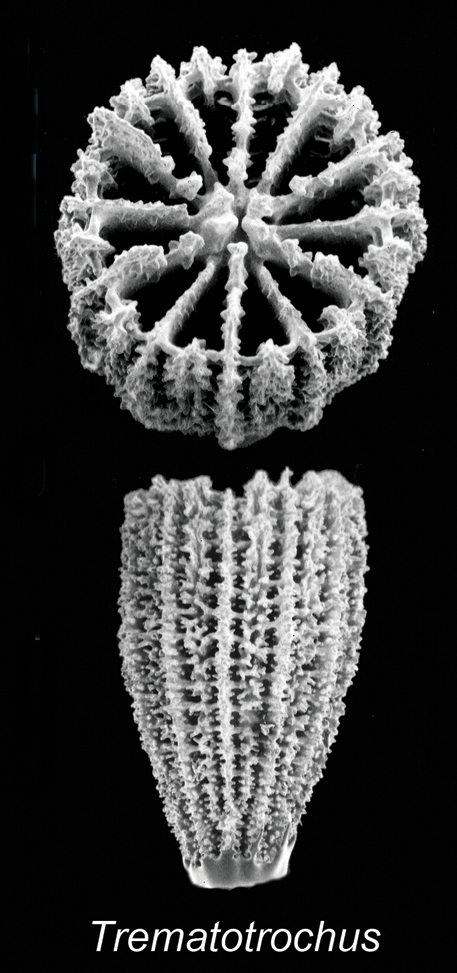
Trematotrochus corbicula
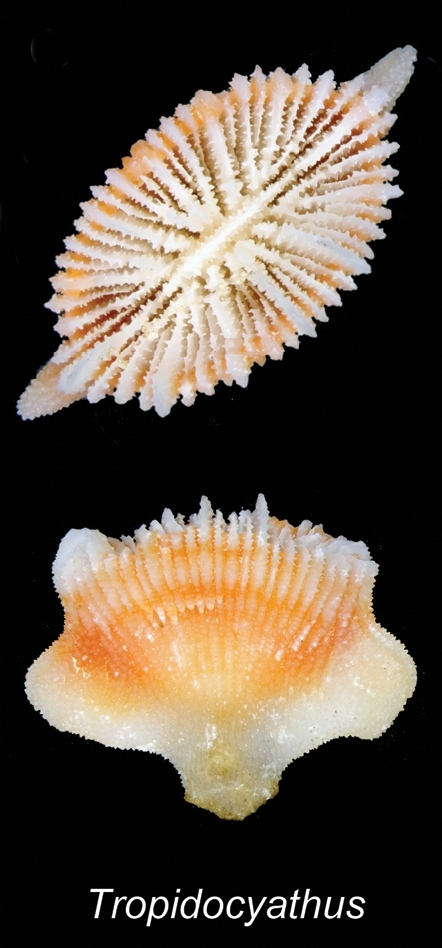
Tropidocyathus lessoni
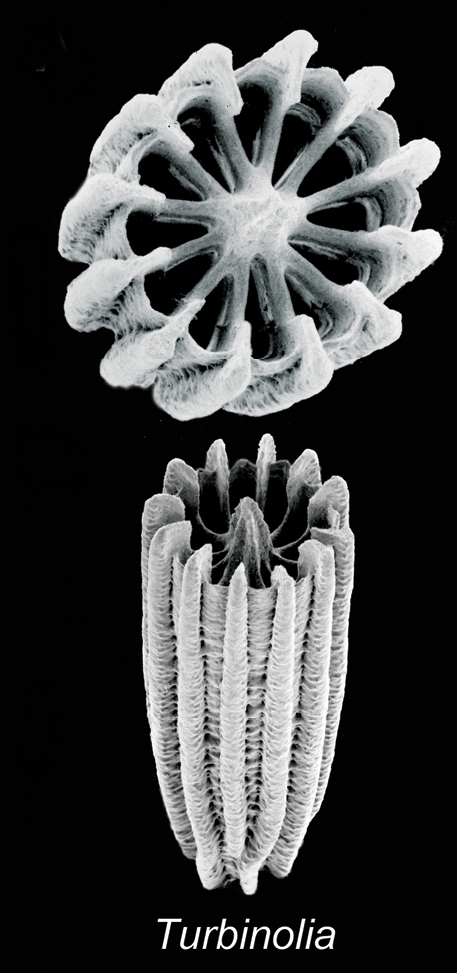
Turbinolia stephensoni